# جورج لوثر ستيرنز
جورج لوثر ستيرنز (بالإنجليزية: George Luther Stearns)‏ هو تاجر أمريكي، ولد في 8 يناير 1809 في ميدفورد في الولايات المتحدة، وتوفي في 9 أبريل 1867 في نيويورك في الولايات المتحدة بسبب ذات الرئة.